# 尼瓦索
尼瓦索（法語：Nyoiseau，發音：[niwazo] ⓘ）是法国曼恩-卢瓦尔省的一个旧市镇，属于瑟格雷区。2016年12月15日，尼瓦索与邻近的14个市镇合并为新市镇蓝色安茹地区瑟格雷，成为了蓝色安茹地区瑟格雷的委派市镇。

## 地理
尼瓦索（47°43'0"N, 0°54'59"W）面积15.55 平方千米，位于法国卢瓦尔河地区大区曼恩-卢瓦尔省，该省份为法国西部内陆省份，大致对应安茹地区，北起顺时针与马耶讷省、萨尔特省、安德尔-卢瓦尔省、维埃纳省、德塞夫勒省、旺代省、大西洋卢瓦尔省和伊勒-维莱讷省接壤。
与尼瓦索接壤的市镇（或旧市镇、城区）包括：伊雷堡、沙特莱、洛泰勒里德弗莱、努瓦扬-拉格拉瓦耶尔、圣热姆当迪涅、瑟格雷。
尼瓦索的时区为UTC+01:00、UTC+02:00（夏令时）。

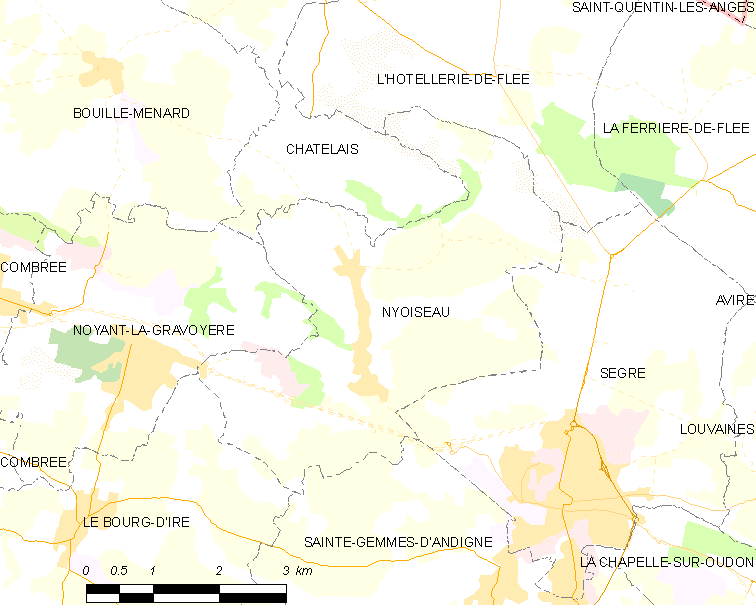
尼瓦索的OSM定位图

## 行政
尼瓦索的邮政编码为49500，INSEE市镇编码为49233。

## 政治
尼瓦索所属的省级选区为蓝色安茹地区瑟格雷县。

## 人口

1962-2008年间尼瓦索人口变化图示

尼瓦索于2018年1月1日时的人口数量为1213人。